# Камъкът на желанията
„Камъкът на желанията“ или „Цветна мозайка“ (на английски: Shorts/Shorts: The Adventures of the Wishing Rock/The Wishing Rock) е щатско фентъзи от 2009 г., написан и режисиран от Робърт Родригес. Във филма участват Джон Крайър, Уилям Мейси, Лесли Ман, Джеймс Спейдър, Джими Бенет и Кат Денингс.